# مرثيات رومانية

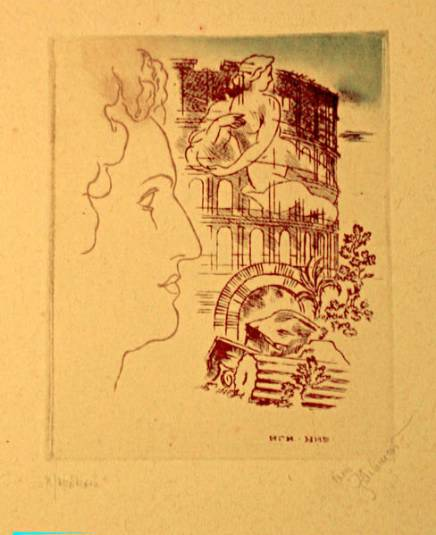
Soviet illustration by Ignatiy Nivinskiy, 1933

مرثيات رومانية (بالألمانية: Römische Elegien) مجموعة من أربع وعشرين قصيدة من تأليف الشاعر الألماني يوهان فولفغانغ فون غوته، نُشرت للمرة الأولى في العام 1795. القصائد، مثل مؤلفه الأخر "حكم من البندقية" (1796)، تعكس أجواء رحلته إلى إيطاليا والاحتفال بالثقافة الإيطالية الكلاسيكية. كتبت القصائد أساساً بعد عودته إلى فايمار، وتشمل على العديد من المحتويات الجنسية، لذا لم تنشر بعض من القصائد خوفاً من الرقابة، ولم تنشر إلا بعد وفاته. وتتضمن القصائد أيضاً إشارة إلى عشيقته التي التقى بها في عام 1786 في إيطاليا.

## وصلات خارجية
| - مرثيات رومانية، على أرشيف الإنترنت. - مرثيات رومانية، على مشروع جوتنبرج. - مرثيات رومانية، على كتب جوجل. | - مرثيات رومانية، على موقع أمازون. - مرثيات رومانية، على مكتبة جامعة هارفارد. - مرثيات رومانية، مكتبة جامعة ميشيغان. |